# Río Florido, Guerrero
Río Florido är en ort i Mexiko.   Den ligger i kommunen Coyuca de Catalán och delstaten Guerrero, i den södra delen av landet, 200 km sydväst om huvudstaden Mexico City. Río Florido ligger 242 meter över havet och antalet invånare är 689.
Terrängen runt Río Florido är kuperad åt nordväst, men åt sydost är den platt. Runt Río Florido är det ganska glesbefolkat, med 34 invånare per kvadratkilometer. Närmaste större samhälle är Ciudad Altamirano, 4,4 km sydost om Río Florido. Omgivningarna runt Río Florido är en mosaik av jordbruksmark och naturlig växtlighet.